# Mala Cernihivka, Ovruci
Mala Cernihivka (în ucraineană Мала Чернігівка) este un sat în comuna Velîka Cernihivka din raionul Ovruci, regiunea Jîtomîr, Ucraina.

## Demografie
Componența lingvistică a localității Mala Cernihivka
     Ucraineană (97,82%)
     Rusă (2,18%)
Conform recensământului din 2001, majoritatea populației localității Mala Cernihivka era vorbitoare de ucraineană (97,82%), existând în minoritate și vorbitori de rusă (2,18%).